# RZ Piscium
RZ Piscium (o RZ Psc) es una estrella variable de tipo UX Orionis a 550 años luz (170 pc) de distancia, en la constelación de Piscis. A lo largo de los años, se ha descubierto que la estrella se ilumina y se atenúa de forma errática, atenuando hasta una décima parte de su luminosidad habitual. Se ha descubierto que RZ Piscium emite grandes cantidades de radiación infrarroja, lo que sugiere la presencia de una masa sustancial de gas y polvo orbitando la estrella, posiblemente procedente de un "planeta destruido".

## Planeta perturbado
Debido al exceso de infrarrojos y a las rápidas variaciones de la luz, los astrónomos concluyen que:

Recientemente se ha producido la destrucción de uno o más cuerpos masivos en órbita a 1 ua de la estrella, y estamos viendo las consecuencias de tal evento a lo largo del plano de los escombros en órbita.

Según el astrónomo Ben Zuckerman:

La mayoría de las estrellas similares al Sol han perdido sus discos de formación de planetas a los pocos millones de años de su nacimiento. El hecho de que RZ Piscium albergue tanto gas y polvo después de decenas de millones de años significa que probablemente esté destruyendo planetas, en lugar de construirlos.

## Observaciones

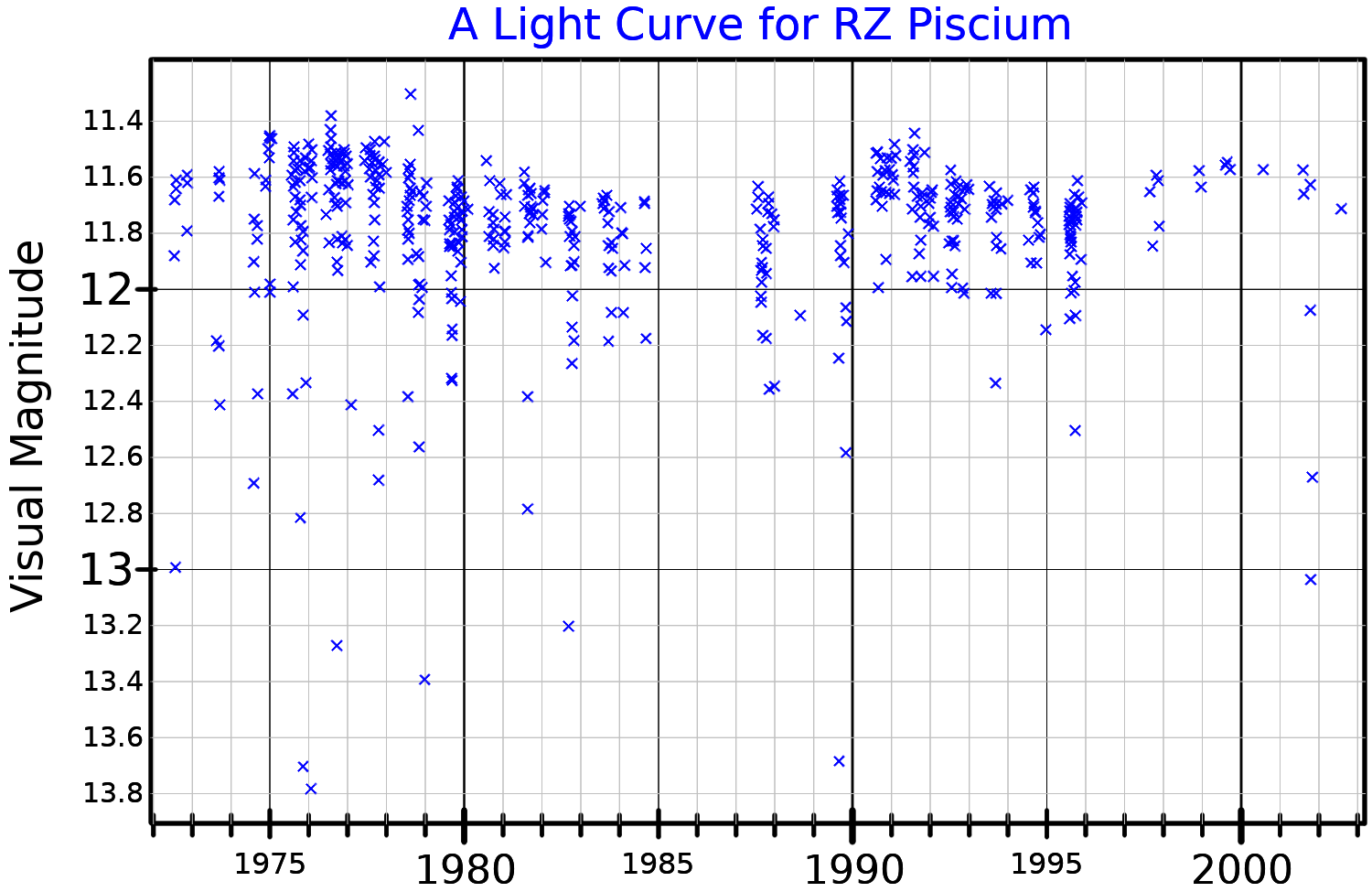
Una curva de luz de banda visual para RZ Piscium, adaptada de Shakhovskoǐ et al. (2003)

En 2017, RZ Piscium se estudió utilizando el satélite XMM-Newton, el telescopio Shane de 3 metros en el Observatorio Lick en California y el telescopio Keck I de 10 metros en el  en Hawaii. Se descubrió que la temperatura de la estrella era aproximadamente la misma que la del Sol (5.600 K (5.330 °C)). Además, se descubrió que la estrella produce aproximadamente mil veces más rayos X que el Sol, lo que sugiere que la estrella es relativamente joven. Por otro lado, se descubrió que RZ Piscium contiene una cantidad relativamente pequeña de litio en la superficie, lo que sugiere que la estrella tiene entre 30 y 50 millones de años; esto es algo "viejo" para una estrella con tanto polvo circunestelar. La mayoría de las estrellas jóvenes que son tan polvorientas como RZ Piscium pueden estar produciendo planetas, pero dada su edad relativamente avanzada, RZ Piscium puede estar destruyendo y consumiendo sus planetas.
En 2020, la compañera enana roja con una masa de 0,12 masas solares fue detectada en la separación proyectada de las 23 UA de la estrella primaria. La incandescencia de la estrella compañera representa aproximadamente un tercio del exceso de emisión infrarroja atribuido anteriormente al polvo.